# Kevin Budden

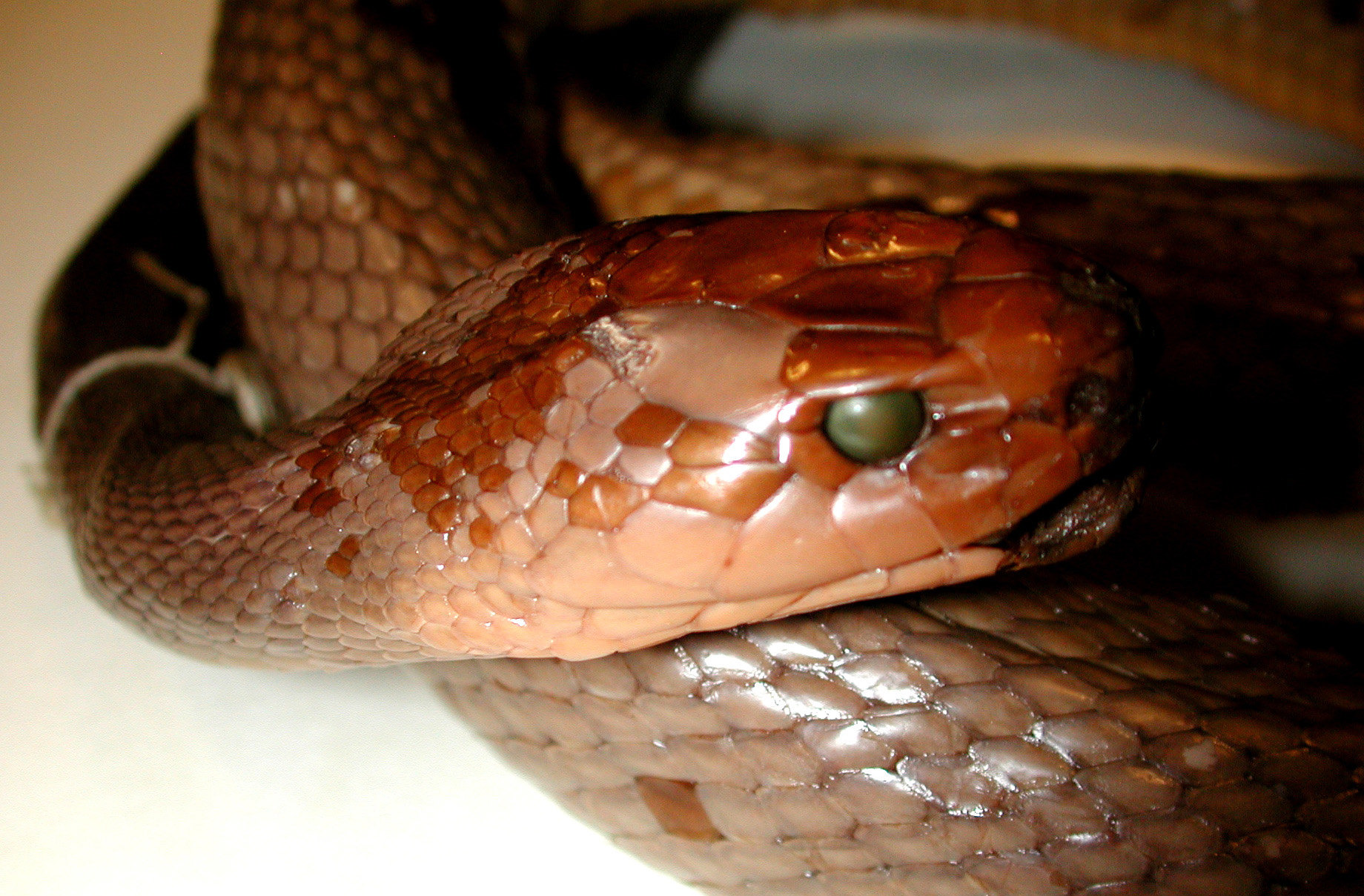
Taipan odchycený Kevinem Buddenem

Kevin Budden (1930 – 28. červenec 1950, Cairns) byl australský herpetolog a lovec hadů. Tento mladý nadšenec se opakovaně pokoušel o nalezení a odchycení taipana, aby tak umožnil zkoumání jeho jedu a vyvinutí séra proti taipanovu uštknutí.
27. července 1950 se skutečně stal prvním lovcem hadů na světě, který odchytil živého dospělého taipana velkého (Oxyuranus scutellatus). Had jej ale ve chvíli, kdy se ho snažil umístit do pytle, zasáhl do ruky. Přestože mu byla ihned poskytnuta první pomoc a následně i lékařské ošetření, zemřel v Cairns Hospital 27 hodin po uštknutí. O jeho činu se mluví jako o "hrdinské legendě".
Práce Kevina Buddena a jím odchycený jedinec hráli klíčovou roli pro vývoj séra proti taipanímu uštknutí, které začalo být k dispozici v roce 1955. Had se stal po smrti součástí sbírek Národního muzea ve Victorii, kde je k dispozici jako položka D 8175. Zachovaly se i vysušené vzorky jedu tohoto hada. Výzkumy z počátku 21. století prokázaly, že si uchoval smrtící sílu i po více než padesáti letech skladování ve vysušeném stavu v pokojové teplotě.